# Everything Is Alive
Everything Is Alive è il quinto album in studio del gruppo musicale inglese Slowdive, pubblicato nel 2023.

## Tracce
Testi e musiche di Neil Halstead.
1. Shanty – 5:47
2. Prayer Remembered – 4:46
3. Alife – 4:33
4. Andalucia Plays – 6:41
5. Kisses – 3:57
6. Skin in the Game – 3:52
7. Chained to a Cloud – 6:51
8. The Slab – 5:10

## Formazione
- Nick Chaplin – basso
- Rachel Goswell – voce
- Neil Halstead – voce, chitarra, tastiera
- Christian Savill – chitarra
- Simon Scott – batteria

## Classifiche
| Classifica (2023) | Posizione raggiunta |
| ----------------- | ------------------- |
| Regno Unito       | 6                   |